# Statutární orgán
Statutární orgán tvoří osoby oprávněné jednat za právnickou osobu (sdružení, spolek apod.).
Členem statutárního orgánu může být jedna osoba (například jednatel společnosti s ručením omezeným, ředitel státního podniku nebo farář katolické farnosti) nebo je statutární orgán kolektivní (například představenstvo akciové společnosti či družstva). Bližší podrobnosti, jako je složení, ustanovování, pravomoci a odpovědnost těchto osob, stanoví zákon č. 89/2012 Sb., občanský zákoník, případně také zákon č. 90/2012 Sb., o obchodních korporacích, a stanovy či jiná zakladatelská smlouva dané korporace.